# Трубинская (Шенкурский район)
Трубинская — деревня в Шенкурском районе Архангельской области. Входит в состав муниципального образования «Ровдинское».

## География
Деревня расположена в южной части Архангельской области, в таёжной зоне, в пределах северной части Русской равнины, в 59 километрах на юг от города Шенкурска, на правом берегу реки Суланда, притока Пуи. Ближайшие населённые пункты: на западе нежилая деревня Перелесная.
Часовой пояс
Трубинская, как и вся Архангельская область, находится в часовой зоне МСК (московское время). Смещение применяемого времени относительно UTC составляет +3:00.

## Население
| 2002 | 2010 | 2012 |
| ---- | ---- | ---- |
| 13   | ↘5   | ↗6   |

## История
Указана в «Списке населённых мест по сведениям 1859 года» в составе Шенкурского уезда(1-го стана) Архангельской губернии под номером «2071» как «Трубинская 2-я». Насчитывала 9 дворов, 33 жителя мужского пола и 35 женского.
В «Списке населенных мест Архангельской губернии к 1905 году» деревня Трубинская(Заволочье второе) насчитывает 13 дворов, 42 мужчины и 47 женщин.  В административном отношении деревня входила в состав Верхосуландского сельского общества Верхосуландской волости.
На 1 мая 1922 года в поселении 28 дворов, 68 мужчин и 87 женщин.